# Berthold I. von Angelach-Angelach
Berthold I. von Angelach († nach Juni 1360) war ein Reichsritter aus dem Geschlecht der Herren von Angelach. Er wurde im Dienst des Hochstifts Speyer zum Hofmeister ernannt.

## Familie
Berthold I. war der Sohn des Konrad II. von Angelach. Er war verheiratet mit Elisabeth von Magenbach, mit der er drei Kinder hatte: Konrad III., Driegel und Gerhard I.

## Leben
Berthold I. ist durch 15 Urkunden überliefert, in denen er als Bürge für den mit ihm verwandten Bischof von Speyer Gerhard von Ehrenberg erwähnt wird. Im Jahr 1341 wurde Berthold I. von Gerhard von Ehrenberg mit der Burg Hornberg belehnt, die im Besitz des Hochstifts Speyer war. Jahre später wurde Berthold I. zum bischöflichen Hofmeister in Speyer ernannt. Ab 1349 wurde er in den Urkunden als Ritter bezeichnet. Die letzte Urkunde, in der er genannt ist, datiert vom Juni 1360, so dass er wohl danach gestorben ist.